# 木酢液

木酢液（もくさくえき）とは、木材を乾留した際に生じる乾留液の上澄分のこと。代表的な例としては、炭焼き時に副産物として木酢液が製造される。外見は赤褐から暗褐色の液体。ほとんどが水分であるが、木材由来の有機酸（酢酸など）が含まれ弱酸性を示す。それ以外の成分として 、アルコール類、カルボニル化合物、あるいはフェノール類やフラン類といった芳香族化合物などが含まれる。製法によってはホルムアルデヒドやベンゾピレンなどの毒性の高い物質も含まれる。原材料や乾留の条件により成分にばらつきがある。
メタノールの別名である「木精」は、かつて木酢液の蒸留により得られていたことに由来する。フェノール類は主に木材の成分であるリグニンから生じる。

## 木材乾留工業
イギリスでは1820年ごろより、木酢液の蒸留により得られた酢酸から媒染剤として酢酸ナトリウムを製造する事業が始まっている。

## 用途
かつて木酢液は酢酸やメタノールを製造するために利用されていたが、それらの化学物質の供給源は化学合成あるいは醸造に取って代わられた。
現在は農薬的な使用、もしくは民間療法、厚生目的での利用がある。
食品加工法のひとつである液体燻製では、木酢液から得られた燻液（スモークフレーバーとも）が用いられる。
過去に木酢液は殺菌用の農薬として登録されていたが、登録が失効しているので現在は失効農薬である（農薬登録番号: 12850、農薬の種類: 木酢液、農薬の名称: 井筒屋松根木酢液、申請者: 井筒屋、 農薬登録日: 1973年2月28日、失効日: 1979年2月28日）。千葉大学園芸学部の本山直樹教授によると、木酢液の成分にはバラつきがあり、中には微生物の遺伝子を損傷する変異原性のものもあったと日本環境動物昆虫学会学会誌に発表している。また、現在は農薬取締法により、木酢液の、農薬の効果をうたった販売は禁止されている。
現在は以下のような名目で販売されているが、これらは医薬品でも農薬でもなく、薬効は認められていない。
- 農薬的な使用
  - 動物の回避
  - 害虫対策
  - 土壌改良

- 厚生
  - 入浴
  - 消臭
  - 殺菌

## 炭窯
炭窯には、白炭、黒炭があり各地域で今も継承されている伝統窯である。入浴剤などの厚生目的には、それらの炭窯で得られた木酢液が用いられる。